# Kadidiatou Diani
Pour les articles homonymes, voir Diani.
Kadidiatou Diani, née le 1er avril 1995 à Ivry-sur-Seine (Val-de-Marne), est une footballeuse internationale française évoluant au poste d'attaquante à l'Olympique lyonnais.

## Biographie

### Jeunesse
Fille d'une famille d'origine malienne, Kadidiatou Diani, à tout juste dix ans, est repérée par Serge Vaast, éducateur à l'ES Vitry. Après avoir convaincu sa mère de faire du football, à condition que les bulletins scolaires soient bons, elle devient la première fille à porter le maillot de l'ES Vitry. Par la suite, en 2007, elle rejoint l'US Ivry.

### Carrière en club

#### FCF Juvisy (2011-2017)
À quinze ans, elle intègre le club de Juvisy et le CNFE Clairefontaine. Quelques mois après son arrivée, elle fait ses débuts en D1 féminine avec Juvisy lors d'un match contre Yzeure le 16 janvier 2011. En progression, elle marque dix buts lors de la saison 2015-2016, mais elle ne se sent pas totalement épanouie. En parallèle du foot, elle fait une formation de puéricultrice de crèche.

#### Paris Saint-Germain (2017-2023)
En 2017, convaincu par le potentiel de la joueuse, Patrice Lair, entraîneur du PSG, veut la faire venir tout de suite et le Paris Saint-Germain paye 150 000 euros, alors plus gros transfert de l'histoire du football féminin, pour racheter ses deux ans de contrat. Signant pour trois ans dans un club intégralement professionnel, elle ne se consacre plus qu'au foot et parvient alors à réellement progresser.

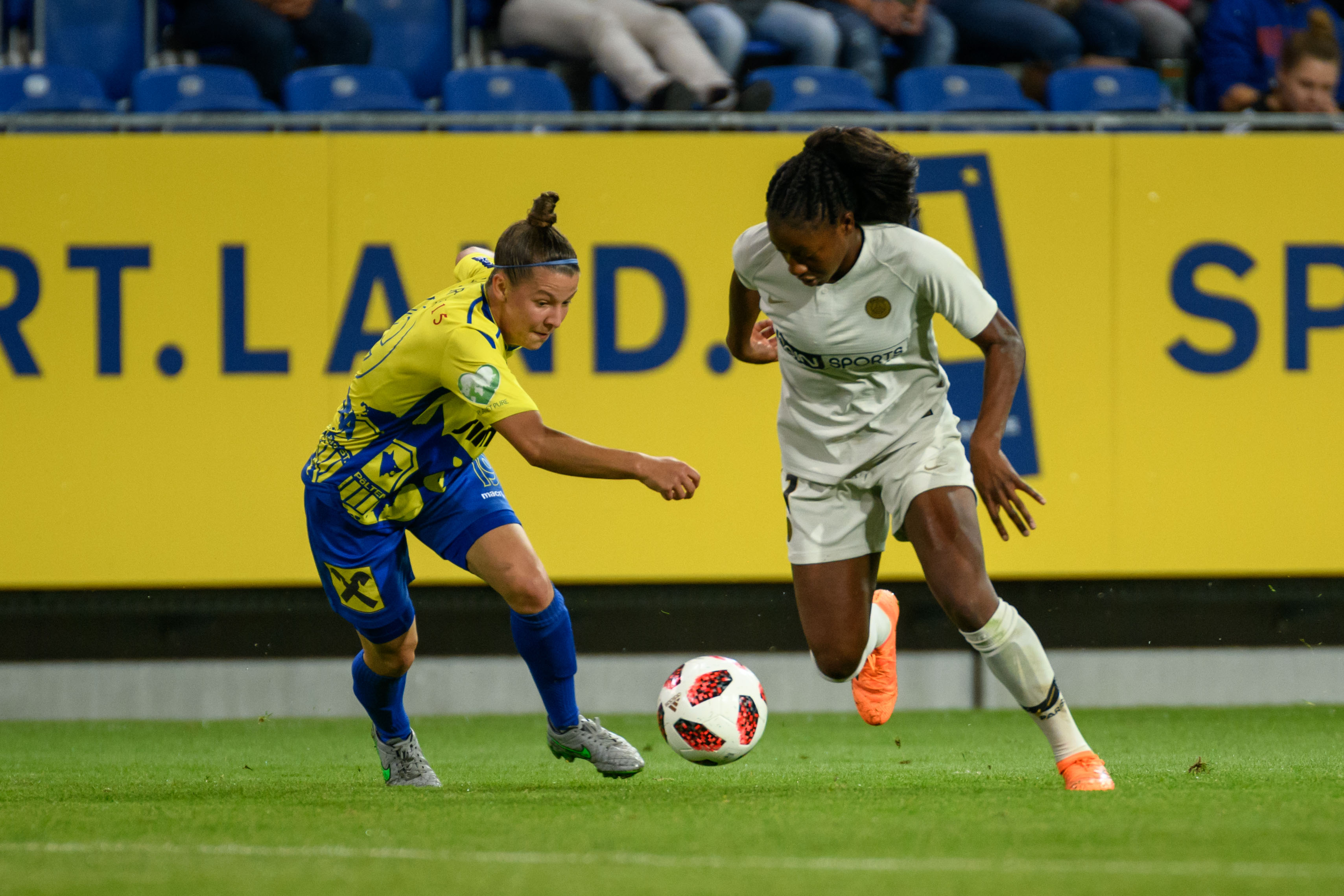
Diani en septembre 2018 contre SKN St. Pölten en Ligue des champions.

Après une première saison au PSG correcte, Diani passe un cap sous la direction d'Olivier Echouafni et connaît une belle saison 2018-2019 à l'issue de laquelle elle devient meilleure passeuse du championnat avec onze passes décisives. Son association avec Marie-Antoinette Katoto s'avère fructueuse, cette dernière finissant meilleure buteuse avec vingt-deux réalisations.
Très convoitée, en mai 2020, elle prolonge son contrat avec le PSG jusqu'en 2023 et se voit doter d'un salaire record pour le club parisien. En septembre 2020, elle est élue meilleure joueuse du mois en D1 Arkema. En novembre 2020, elle intègre le comité directeur de l'UNFP, le syndicat de joueurs professionnels. À l'issue de la saison 2020-2021, elle devient championne de France avec le PSG, une première pour le club, et est également élue à deux reprises meilleure joueuse de la saison aux Trophées UNFP et aux Trophées de la D1 Arkema,.
En juin 2023, Kadidiatou Diani dépose une plainte pour agression sexuelle contre son entraîneur au Paris Saint-Germain, Didier Ollé-Nicolle.

#### Olympique lyonnais (Depuis 2023)
Le 2 août 2023, l'Olympique lyonnais annonce officiellement l'arrivée de l'attaquante des Bleues. Diani s'engage avec les Fenottes jusqu'en 2027.

### Carrière internationale

#### France -17 ans
Au printemps 2012, Kadidiatou Diani est retenue dans l'équipe de France U-17 lors du Championnat d'Europe des -17 ans. Elle inscrit 2 buts au cours de la phase finale qui voit l'équipe de France s'incliner en finale face à l'Allemagne.
En septembre 2012, Kadidiatou Diani est à nouveau sélectionnée pour la Coupe du monde des moins de 17 ans 2012. Lors des phases de poule, Diani permet à l'équipe de France d'obtenir un match nul 1-1 contre la Corée du Nord en inscrivant le but français à la 60e minute. Pour le dernier match du groupe de la France, celle-ci bat la Gambie 10 buts à 2, avec notamment un nouveau but de Diani. Dans le tour final du tournoi, après une qualification en quart de finale aux tirs au but contre le Nigeria, la France s'en remet à nouveau à Kadidiatou Diani, qui marque un doublé en demi-finale face au Ghana (2-0), puis le tir au but décisif en finale face à la Corée du Nord (1-1, 7-6 aux t.a.b.) permettant à la France de devenir championne du monde U17.

#### France -19 ans
En 2013, elle est intégrée au groupe de l'équipe de France féminine des moins de 19 ans.
Cette sélection se qualifie pour le championnat d'Europe de la catégorie, qui se dispute en août 2013 au Pays de Galles, grâce à son parcours en qualification pendant lequel Diani s'illustre en inscrivant deux buts, contre la Suisse et la Belgique.
Pendant cette compétition, Diani joue plusieurs matchs, et inscrit trois buts, dont un doublé salvateur en demi-finale contre l'Allemagne, alors qu'elle est remplaçante au coup d'envoi. La France s'impose dans ce match deux buts à un, et finit par s'imposer en finale deux buts à zéro contre l'Angleterre à l'issue des prolongations. Titulaire, Diani joue les cent-vingt minutes du match.
À l'été 2014, elle est retenue dans l'équipe de France U-20 pour la Coupe du monde des moins de 20 ans au Canada.

#### France
Diani connaît sa première sélection en équipe de France A face à la Nouvelle-Zélande le 22 novembre 2014 au stade Francis-Le-Basser à Laval, et marque son premier but (2-1). Elle participe à l'Euro 2017, et porte le numéro 20.
Le 20 janvier 2019, elle inscrit un doublé en amical face aux championnes du monde américaines. Le 2 mai 2019, elle est convoquée pour participer à la Coupe du monde 2019. Sa capacité de percussion et sa puissance athlétique en font l'une des révélations de cette Coupe du monde avec une efficacité qui reste à parfaire.
En février 2022, dans le cadre de l'affaire Hamraoui, elle apporte avec Marie-Antoinette Katoto son soutien à Aminata Diallo en célébrant un but, cette dernière étant soupçonnée d'avoir commandité l'agression physique de sa coéquipière Kheira Hamraoui sur fond de rivalité sportive au Paris Saint-Germain. En 2022, elle fait partie des 23 sélectionnées pour disputer le Championnat d'Europe en Angleterre.
Le 24 février 2023, à cinq mois de la Coupe du monde (20 juillet – 20 août) en Australie et en Nouvelle-Zélande, Kadidiatou Diani, Wendie Renard et Marie-Antoinette Katoto annoncent leur mise en retrait de l'équipe de France. La FFF en prend note et rappelle « qu’aucune individualité n’est au-dessus de l’institution Équipe de France ». Selon Le Parisien, l'objectif des trois joueuses est le départ de Corinne Diacre et de son staff et une évolution de la gouvernance autour du football féminin. Le 9 mars 2023, le comité exécutif de la Fédération française de football met fin au contrat de Corinne Diacre,. Avec l'arrivée au poste de sélectionneur d'Hervé Renard, elle est finalement appelée pour la coupe du monde, malgré une blessure qui l'a éloignée des terrains depuis début avril. Elle revient juste à temps pour mener l'attaque de l'équipe de France et débloque son compteur en coupe du monde en inscrivant un triplé face au Panama lors du troisième match de poules. Elle permet a la France de remporter son huitième de finale face au Maroc, en inscrivant le premier but et en étant décisive tout au long du match, sa performance est saluée par la presse internationale[non neutre].
En 2024, Kadidiatou Diani est honorée pour sa 100e sélection en équipe de France.
Le 5 juin 2025, elle figure dans la liste des 23 joueuses retenues par Laurent Bonadei pour disputer le Championnat d'Europe en Suisse.

## Palmarès

### En club
Paris Saint-Germain
- Championnat de France
  - Championne en 2021.

- Coupe de France
  - Vainqueure en 2018 et 2022.
  - Finaliste en 2020.

- Trophée des championnes
  - Finaliste en 2019 et 2022.

 Olympique lyonnais
- Championnat de France
  - Championne en 2024.
- Trophée des championnes
  - Vainqueure en 2023.

- Ligue des champions
  - Finaliste en 2024.

### En sélection
- Championne du monde des moins de 17 ans en 2012
- Championne d'Europe des moins de 19 ans en 2013
- Vice-championne d'Europe des moins de 17 ans en 2012

### Distinctions individuelles
- Meilleure joueuse de D1 2020-2021 aux Trophées UNFP du football 2021[26] et aux Trophées de la D1 Arkema
- Meilleure passeuse de D1 2018-2019 : 11 passes décisives
- Meilleure joueuse de D1 Arkema en septembre 2020[27].
- Nommée dans l'équipe type de Division 1 aux Trophées UNFP du football 2022[28]
- Nommée dans l'équipe type de Division 1 aux Trophées UNFP du football 2023[29]

## Statistiques

### En club
| Saison                | Club                  | Championnat           | Championnat | Championnat | Coupe(s) nationale(s) | Coupe(s) nationale(s) | Supercoupe | Supercoupe | Compétition(s) continentale(s) | Compétition(s) continentale(s) | Compétition(s) continentale(s) | Total | Total |
| Saison                | Club                  | Division              | M.          | B.          | M.                    | B.                    | M.         | B.         | Comp.                          | M.                             | B.                             | M.    | B.    |
| 2010-2011             | FCF Juvisy            | Division 1            | 3           | 0           | 1                     | 1                     | -          | -          | C1                             | 0                              | 0                              | 4     | 1     |
| 2011-2012             | FCF Juvisy            | Division 1            | 2           | 0           | -                     | -                     | -          | -          | -                              | -                              | -                              | 2     | 0     |
| 2012-2013             | FCF Juvisy            | Division 1            | 7           | 1           | 1                     | 0                     | -          | -          | C1                             | 5                              | 1                              | 13    | 2     |
| 2013-2014             | FCF Juvisy            | Division 1            | 6           | 1           | 1                     | 0                     | -          | -          | -                              | -                              | -                              | 7     | 1     |
| 2014-2015             | FCF Juvisy            | Division 1            | 17          | 3           | 2                     | 1                     | -          | -          | -                              | -                              | -                              | 19    | 4     |
| 2015-2016             | FCF Juvisy            | Division 1            | 20          | 10          | 3                     | 5                     | -          | -          | -                              | -                              | -                              | 23    | 15    |
| 2016-2017             | FCF Juvisy            | Division 1            | 18          | 7           | 3                     | 0                     | -          | -          | -                              | -                              | -                              | 21    | 7     |
| Sous-total            | Sous-total            | Sous-total            | 73          | 22          | 11                    | 7                     | -          | -          | -                              | 5                              | 1                              | 89    | 30    |
| 2017-2018             | Paris Saint-Germain   | Division 1            | 22          | 6           | 6                     | 0                     | -          | -          | -                              | -                              | -                              | 28    | 6     |
| 2018-2019             | Paris Saint-Germain   | Division 1            | 22          | 13          | 3                     | 1                     | -          | -          | C1                             | 5                              | 2                              | 30    | 16    |
| 2019-2020             | Paris Saint-Germain   | Division 1            | 16          | 12          | 4                     | 0                     | 1          | 0          | C1                             | 4                              | 2                              | 25    | 14    |
| 2020-2021             | Paris Saint-Germain   | Division 1            | 19          | 13          | 1                     | 0                     | -          | -          | C1                             | 4                              | 0                              | 24    | 13    |
| 2021-2022             | Paris Saint-Germain   | Division 1            | 18          | 13          | 4                     | 2                     | -          | -          | C1                             | 9                              | 1                              | 31    | 16    |
| 2022-2023             | Paris Saint-Germain   | Division 1            | 17          | 17          | 3                     | 3                     | 1          | 0          | C1                             | 9                              | 6                              | 30    | 26    |
| Sous-total            | Sous-total            | Sous-total            | 114         | 74          | 21                    | 6                     | 2          | 0          | -                              | 31                             | 11                             | 168   | 91    |
| 2023-2024             | Olympique lyonnais    | Division 1            | 16+2        | 4+3         | 3                     | 4                     | 1          | 0          | C1                             | 11                             | 8                              | 33    | 19    |
| 2024-2025             | Olympique lyonnais    | Première Ligue        | 5           | 3           | 0                     | 0                     | -          | -          | C1                             | 2                              | 2                              | 7     | 5     |
| Sous-total            | Sous-total            | Sous-total            | 21+2        | 7+3         | 3                     | 4                     | 1          | 0          | -                              | 13                             | 10                             | 40    | 24    |
| Total sur la carrière | Total sur la carrière | Total sur la carrière | 205+2       | 101+3       | 35                    | 17                    | 3          | 0          | -                              | 49                             | 22                             | 294   | 143   |

### En sélection
| Sélection | Année | Statistiques | Statistiques |
| Sélection | Année | Matchs       | Buts         |
| --------- | ----- | ------------ | ------------ |
| France    | 2014  | 1            | 1            |
| France    | 2015  | 7            | 0            |
| France    | 2016  | 12           | 1            |
| France    | 2017  | 14           | 0            |
| France    | 2018  | 8            | 2            |
| France    | 2019  | 12           | 6            |
| France    | 2020  | 6            | 3            |
| France    | 2021  | 7            | 3            |
| France    | 2022  | 13           | 6            |
| France    | 2023  | 14           | 4            |
| France    | 2024  | 12           | 2            |
| Total     | Total | 106          | 28           |